# イソプロピルリンゴ酸
イソプロピルリンゴ酸(Isopropylmalic acid)は、ロイシンの生合成の中間体である。2-イソプロピルリンゴ酸シンターゼの作用によってオキソイソ吉草酸から合成され、3-イソプロピルリンゴ酸デヒドロゲナーゼの作用によってイソプロピル-3-オキソコハク酸に変換される。2-イソプロピルと3-イソプロピルの2つの異性体が重要であり、これらは3-イソプロピルリンゴ酸デヒドラターゼの作用により相互変換する。